# Girolamo Crescentini

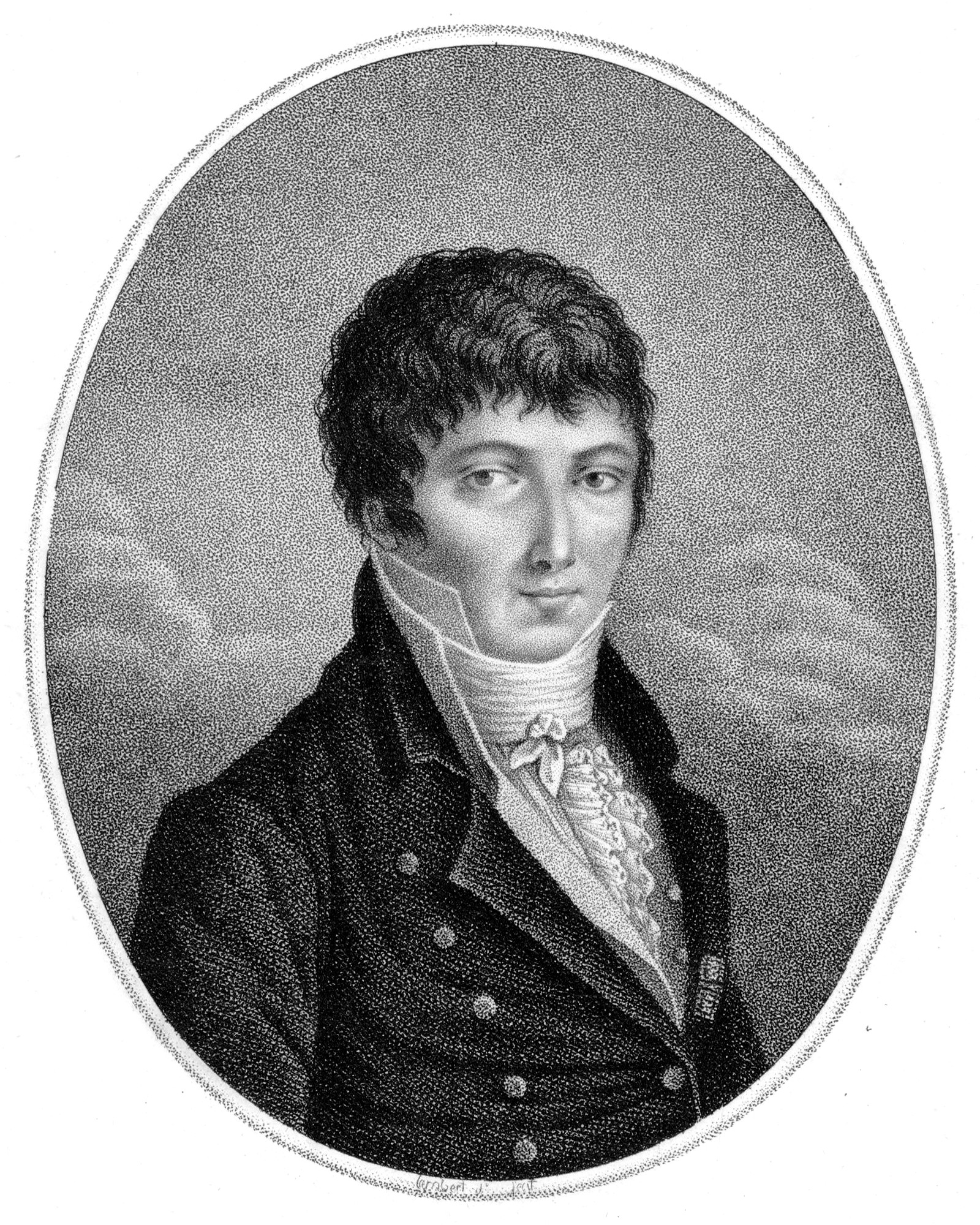
Girolamo Crescentini

Girolamo Crescentini (* 2. Februar 1762 in Urbania; † 24. April 1846 in Neapel) war ein berühmter italienischer Kastrat, Opernsänger (Sopran), Gesangspädagoge und Komponist.

## Leben
Crescentinis Stimme wurde von Lorenzo Gibelli ausgebildet. Er debütierte 1782 in Padua in der Oper Didone abbandonata von Giuseppe Sarti.
Crescentini trat als Sänger in Italien, Portugal, Frankreich und Österreich auf, wo er auch als Gesangslehrer wirkte. 1804 wurde er Lehrer am Kaiserlichen Hof in Wien, 1806 am Hof von Napoléon Bonaparte in Paris. Ab 1816 war er Gesangslehrer am Real Conservatorio di Musica in Neapel. Zu seinen berühmtesten Schülerinnen zählen die Sopranistin Adelaide Tosi und die Altistin Giuseppina Grassini.
Neben einer Sammlung von Gesangsübungen (Raccolta di esercizi per il Canto, 1811) komponierte er mehrere Kantaten und Arien.